# Holohalaelurus grennian
Holohalaelurus grennian — недавно описанный и малоизученный вид рода африканских пятнистых акул (Holohalaelurus) семейства кошачьих акул (Scyliorhinidae). Обитает в западной части Индийского океана у берегов Южной Африки. Максимальный размер 27,3 см. Размножаются, откладывая яйца, заключённые в капсулы. Эти безвредные рыбы не представляют коммерческой ценности и не являются объектом любительского рыболовства. Однако их ограниченный ареал и интенсивная добыча рыбы в местах обитания делают их потенциально уязвимыми.

## Таксономия
Holohalaelurus grennian — недавно описанный вид акул, который раньше объединяли с видом Holohalaelurus melanostigma, а затем считали синонимом африканской пятнистой акулы (Holohalaelurus punctatus). Вид известен всего по 4 музейным образцам. Голотип представляет собой взрослого самца длиной 26,7 см, пойманного у берегов Рас Нгомени, Кения, на глубине 246 м. Еще недавно Holohalaelurus grennian включали в комплекс видов Holohalaelurus, однако, в 2006 году вид был чётко отделен от таксона Holohalaelurus.

## Ареал и среда обитания
Ареал Holohalaelurus grennian ограничивается прибрежными водами на севере Танзании и на юге Кении, скорее всего, имеет площадь менее 20 000 м². Вероятно, существует только одна популяция. Эти донные акулы встречаются на глубине 238—300 м. 

## Биология и экология
О жизни этих акул известно мало. Они размножаются откладывая яйца. Длина подростков 16,5 см (самцы) и 20,6 см (самки). Самцы достигают половой зрелости при длине 26,7 см.

## Взаимодействие с человеком
Holohalaelurus grennian не представляют опасности для человека. Коммерческой ценности не имеют. Для оценки статуса сохранности вида данных недостаточно.